# 吉良義央
吉良 義央（きら よしひさ、寛永18年9月2日〈1641年10月6日〉- 元禄15年12月15日〈1703年1月31日〉）は江戸時代前期から中期の高家旗本（高家肝煎）吉良家当主。元禄赤穂事件の中心人物の一人。題材をとった創作作品『忠臣蔵』では悪人として描かれる。幼名は三郎、通称は左近。従四位上・左近衛権少将、上野介（）。吉良 上野介と表現する場合が多い。本姓は源（）。

## 概要
吉良義冬の子。父の跡をついで4200石の高家となり、後に高家肝煎に列し、官位は従四位上左近衛少将まで登ったが、1701年3月14日に指南していた勅使饗応役の播磨赤穂藩主浅野長矩（内匠頭）から遺恨ありとして江戸城内で殿中刃傷を受け、浅野は改易・切腹となるも吉良は咎めのないまま隠居した。この両者に対する処分について不満をもった浅野長矩遺臣の大石良雄（内蔵助）以下赤穂浪士は1702年12月14日に江戸本所松坂町にあった吉良邸に討ち入り、義央の首級をあげて泉岳寺の浅野長矩の墓前に供え、その後お預かりとなった各藩江戸屋敷で切腹した。養子の義周が継いでいた吉良家4200石は改易となった。
この赤穂事件を題材とした演劇群忠臣蔵で著名な人物となった。

## 諱「義央」のヨミ
諱「義央」のヨミは、従来は「よしなか」とされていた。しかし『易水連袂録』における振り仮名から、現在では「よしひさ」が正しいと判明している。

## 生涯

### 所領
領地は三河国幡豆郡吉良庄、岡山、横須賀、乙川、饔場、小山田、鳥羽、宮夾の八箇村の3200石、上野国緑野郡の白石村、碓氷郡の人見村、中谷村の三箇村の1000石、計4200石。

### 出自
本姓は源氏。清和源氏足利家支流。鎌倉時代に足利家から足利宗家継承権をもったまま分家した支族(長男でありながら母が側室であるため足利宗家を継承できなかった為に宗家継承権を持ったまま分家するという特例措置)であり、後に足利家が将軍家へと栄達した室町時代には足利将軍家が途絶えた際には次に吉良氏から将軍を輩出すると言われた程の名門であった。曾祖父吉良義定は徳川家康の従兄弟であった。室町時代中期までの三河の守護は一色氏であったが一色氏が更迭されたのちは吉良氏が三河の旗頭として土豪らから推戴されていた。松平氏の代々に編諱を与えるなど、のちの徳川家とは特別の関係にあった。徳川家康が源氏を名乗る際には、吉良氏の家系図を借用したとも言われる。徳川幕府により旗本3000石(後に4000石)に取り立てられた家格の出自である。家紋は丸に二つ引・五三桐。足利家が上杉家と縁続き(足利尊氏の母が上杉家出身)であるため代々足利一族と上杉家は婚姻外交を繰り返しており、その関係で吉良家も上杉家とは古来からの縁者である。
寛永18年（1641年）9月2日、高家旗本・吉良義冬（4,200石）と大老・酒井忠勝の姪（忠吉の娘）の嫡男として、江戸鍛冶橋の吉良邸にて生まれる。一説によれば、陣屋があった群馬県藤岡市白石の生まれともされる。義冬の母及び父方の祖母が高家今川家出身で、今川氏真と北条氏康の娘・早川殿の玄孫、武田信玄の傍系の子孫である。継母は母の妹。
弟に東条義叔（500石の旗本）、東条義孝（切米300俵の旗本）、東条冬貞（義叔養子）、東条冬重（義孝養子）、孝証（山城国石清水八幡宮の僧侶・豊蔵坊孝雄の弟子）の5人がいる。妹も2人おり、うち1人は安藤氏に嫁いだ。
承応2年（1653年）3月16日、将軍・徳川家綱に拝謁。明暦3年（1657年）12月27日、従四位下侍従兼上野介に叙任（位階が高いにもかかわらず、上野守でなく上野介であることについては、親王任国を参照）。
万治元年（1658年）4月、出羽米沢藩主・上杉綱勝の妹・三姫（後の富子）と結婚。
『上杉年譜』では「万治元年3月5日、柳営において老中・酒井忠清、松平信綱、阿部忠秋列座のなか、保科正之から三姫を吉良上野介へ嫁がせるべき旨を命じられたことを千坂兵部が（綱勝に）言上した」と幕命による婚儀と記している。
富子との間に二男四女（長男・三之助、次男・三郎、長女・鶴姫、次女・振姫、三女・阿久利姫、四女・菊姫）に恵まれた。ただし次男・三郎と次女・振姫は夭折。

### 名門の家柄
万治2年（1659年）から父とともに出仕する。部屋住みの身分ながら、家禄とは別に庇蔭料（ひいんりょう　家督を継いでいない部屋住の給与）1,000俵が支給された。
寛文2年（1662年）8月には、大内仙洞御所造営の御存問の使として初めて京都へ赴き、後西天皇の謁見を賜る。翌3年（1663年）1月26日、識仁親王御践祚（霊元天皇）の儀に列して祝賀申し上げた。2月3日、参内して霊元天皇に発洛の御挨拶申し上げ、土佐派の絵に右大臣・大炊御門経孝が歌詞を書した「三十六歌仙絵巻」を賜る。（本記事「遺品」の項も参照）
以降、生涯を通じて年賀使15回、幕府の使者9回の計24回上洛した。父の義冬がまとめた吉良流礼法の後継という立場から、部屋住みの身でありながらも使者職を任じられており、通算24回もの上洛は高家の中でも群を抜いている。こうした扱いは、徳川家が新しく武家の礼法を欲していた為ともいわれている。
寛文3年（1663年）1月19日、後西上皇の院政の開始に対する賀使としての2度目の上洛の際、同年2月3日、22歳にして従四位上に昇叙。
寛文4年（1664年）閏5月、義兄・上杉綱勝が嗣子なきまま急死したために米沢藩が改易の危機に陥ったが、保科正之（上杉綱勝の岳父）の斡旋を受け、長男・三之助を上杉家の養子（上杉綱憲）とした結果、上杉家は改易を免れ、30万石から15万石への減知で危機を収束させた。綱勝急死は義央による毒殺説が存在するが、これは上杉家江戸家老・千坂高房らと対立して失脚した米沢藩士・福王子八弥の流言飛語とも言われ、毒殺説の信憑性は乏しいとされている。
以後、義央は上杉家との関係を積極的に利用するようになり、財政支援をさせたほか、3人の娘達を上杉家の養女として縁組を有利に進めようとした。長女・鶴姫は薩摩藩主・島津綱貴の室、三女・阿久利姫は交代寄合旗本・津軽政兕の室、四女・菊姫も旗本・酒井忠平の室となっている（鶴姫は1680年11月20日に綱貴に離縁され、菊姫も死別するが、のちに公家・大炊御門経音の室となって1男1女を産む）。
寛文8年（1668年）5月、父・義冬の死去により家督を相続する。時に28歳。
延宝8年（1680年）8月29日、高家の極官である左近衛権少将に転任し、延宝8年（1680年）11月20日に島津綱貴に嫁いでいた鶴姫が離縁される。天和3年（1683年）3月には大沢基恒、畠山義里とともに高家肝煎に就任した。貞享3年（1686年）に領地のあった三河国幡豆郡に黄金堤を築いたという伝承があるが、実際に義央が築堤したという信憑性は乏しいとされている。
また、長男・綱憲の上杉家入り以後、嫡男は次男・三郎だったが、貞享2年（1685年）9月1日に夭折。綱憲や幕府とも協議の末、綱憲次男の春千代を吉良左兵衛義周と改名させて養子とし、元禄3年（1690年）4月16日に江戸鍛冶橋の邸宅へ迎え入れた。同4年（1691年）、上洛して東山天皇の謁見を賜り、賜盃や白銀十両を拝領している。その帰路、オランダ商館付きのドイツ人医師エンゲルベルト・ケンペルと行きかう際に駕籠から降りてすれ違い、医師は「彼は内裏から勅使下向の準備の為に、江戸へ急ぐ名代であり、立派な人物であった」と書き記している。
元禄11年（1698年）9月6日、勅額火事により鍛冶橋邸を焼失し、のち呉服橋にて再建する。この大火で消防の指揮をとっていたのは播磨赤穂藩主・浅野長矩であった。

### 松の廊下での刃傷

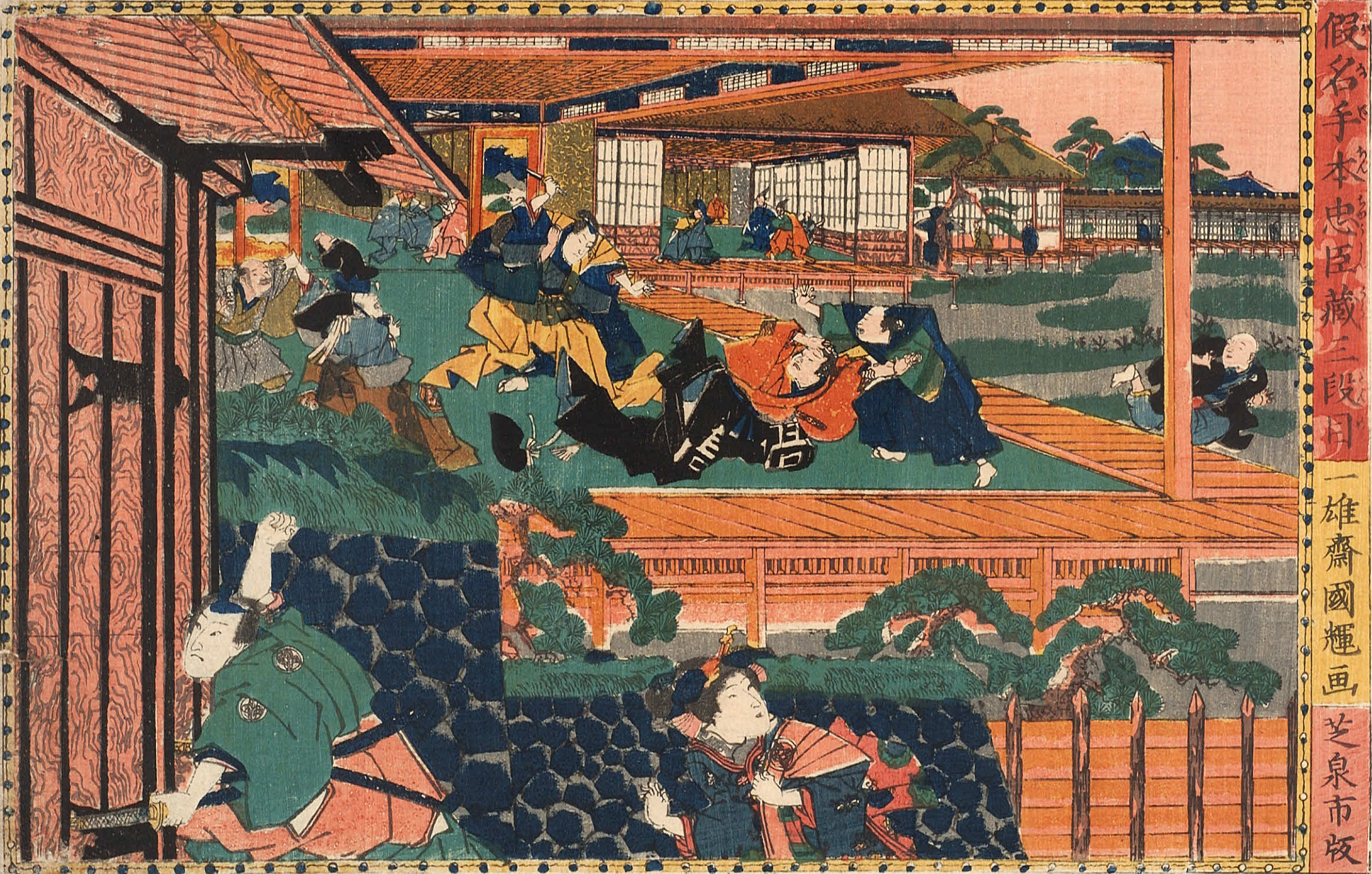
『仮名手本忠臣蔵』三段目

元禄14年（1701年）2月4日、赤穂藩主・浅野長矩と伊予吉田藩主・伊達村豊両名が、東山天皇の勅使である柳原資廉・高野保春、霊元上皇の院使である清閑寺熈定らの御馳走人を命じられた。義央は高家肝煎饗応差添役だったが、朝廷への年賀の使者として京都におり江戸に帰着したのは2月29日だった。長矩は過去に1度、勅使御馳走人を経験していたのだが、以前とは変更になっていることもあって手違いを生じていた。ここに擦れ違いが生じた、と見る向きもある。
3月14日午前10時過ぎ、松之大廊下において、義央は浅野長矩から背中と額を斬りつけられた。長矩は居合わせた留守居番・梶川頼照に取り押さえられ、義央は高家・品川伊氏、畠山義寧らによって別室へ運ばれた。外科医・栗崎道有の治療もあって命は助かったものの、額の傷は残った。その後、目付・大久保忠鎮らの取り調べを受けるが、長矩を取り調べた目付多門重共の『多門筆記』によると、義央は｢拙者何の恨うけ候覚えこれ無く、全く内匠頭乱心と相見へ申し候。且つ老体の事ゆえ何を恨み申し候や万々覚えこれ無き由｣と答えている（多門筆記は事件のだいぶ後に書かれたもので、他者の作も考えられる）。長矩は、即日切腹を命ぜられた。「乱心」ならば長矩は蟄居または流罪、長矩の弟で養子の大学長広による家督継承で済み（過去の事例からみて）助命された可能性が高い。
義央は3月26日、高家肝煎職の御役御免願いを提出。8月13日には松平信望（5000石の旗本）の本所の屋敷に屋敷替えを拝命。受領は9月3日であった。当時の本所は江戸の場末で発展途上の地であった。なお旧赤穂藩士との確執が噂され、隣家の阿波富田藩蜂須賀飛騨守（隆重）から吉良を呉服橋内より移転させるよう嘆願があったというが、蜂須賀家文書には記述が見られず、後世になって流された風評とされる。
また、屋敷替えに富子は同道していなかったといわれてきたが、義央も隠居し、養嗣子の義周に家督を譲って以降は、妻の富子らと共に上杉屋敷などに住み、本所屋敷には常住していなかったことが『桑名藩所伝覚書』・『江赤見聞記』・『忠誠後鑑録』などの複数の史料によって判明している。
この屋敷替えに合わせるように、8月21日、大目付の庄田安利、高家肝煎の大友義孝、書院番士の東条冬重など、義央に近いと見られた人物が「勤めがよくない」として罷免されて小普請編入となっている。
12月11日、義央は隠居願いを提出した。これは即座に受理された。養嗣子・義周が家督を相続した。元禄15年（1702年）7月に浅野長矩の弟・長広が浅野本家に預かりとなった。
これと前後して茶人・山田宗徧は本所に茶室を構えていたので、義央から吉良家の茶会にしばしば招かれていた。横川宗利は吉良邸の茶会が開かれる日を茶坊主の手紙を盗み読みして「茶会は十四日」と大石に報告している。
義央は養嗣子の義周に家督を譲って以降、上杉屋敷などに住み、本所屋敷には常住していなかったため、常に上杉の兵達に守られている状況にあった。そのため、義央が上杉屋敷を離れ、本所の吉良邸で茶会を行うこの日を元赤穂藩筆頭家老・大石良雄は討ち入り日に決定した。

### 赤穂事件で斬死
12月15日未明に、大石を始めとする赤穂浪士四十七士が吉良邸に討ち入った。当時の吉良邸には、諸説あるが『桑名藩所伝覚書』に「上杉弾正様より吉良佐平様へ御附人之儀、侍分之者四十人程、雑兵共百八十人程参居申候よし」とあるように、上杉家(米沢藩)から220人ほどが派遣されていて、義央の警固にあたっていたとされる。
討ち入った赤穂浪士はまず、家臣達が寝起きする長屋の戸口をかすがいで打ちつけ、吉良家の家臣達が出られないように工作を行った。
そのため、戸口を破って応戦したり、逃亡した者数名を除いて、長屋から出なかった者達(用人1人、中間頭1人、徒士の者5人、足軽7人、中間86人)と赤穂浪士らに抵抗しなかった裏門番1人の合計101人には、死傷者は出なかったとされる。
赤穂浪士らの襲撃に気づいた吉良家の者達は、この時の当主・義周をはじめとした吉良家臣40名ほどが防戦にあたり、その間に、義央は寝所から二人の供を連れて、台所横の炭小屋に隠れた。赤穂浪士らは吉良家の家臣達と戦いながら義央の捜索にあたったものの、容易に見つけることはできなかった。しかしながら、義央の寝所にたどり着いた赤穂浪士のうち、茅野和助が夜具に手を入れ、まだ夜具が温かい事を確認すると、赤穂浪士らは義央が寝所から離れてそう時間が経っていないと判断し、再び捜索にあたった。
そして、吉田兼亮や間光興らが、台所横の炭小屋から話し声がしたため、中へ入ろうとした。すると、炭小屋にあった皿鉢や炭などが投げつけられ、赤穂浪士らに向かって2人の吉良家臣が斬りかかってきた。そのため、その二人を切り伏せ、炭小屋内を調べると、奥で動くものがあり、間光興が槍で突いた。間光興が突いたのは、寝所から逃げてきた白小袖姿の義央で、義央は脇差を抜いて抵抗したが、武林隆重に斬殺され首を取られた。享年62（満61歳）。

### 首の返還と遺体の供養
そして、義央の首は泉岳寺の浅野長矩の墓前に捧げられた後、箱に詰められて同寺に預けられた。寺では僧二人にこれを持たせて吉良家へと送り返し、家老の左右田孫兵衛と斎藤宮内がこれを受け取った。この時の二人の連署が書かれている、吉良の首の領収書（首一つ）が泉岳寺に残されている。その後、先の刃傷時に治療にあたった栗崎道有が義央の首と胴体を縫って繋ぎ合わせたあと、義央は菩提寺の万昌寺に葬られた。戒名は「霊性寺殿実山相公大居士」。
この当時の万昌寺は市ヶ谷にあったが大正期に「万昌院」と名を改めて中野へ移転し、それに伴って墓も改葬して現在は歴史史跡に指定されている。

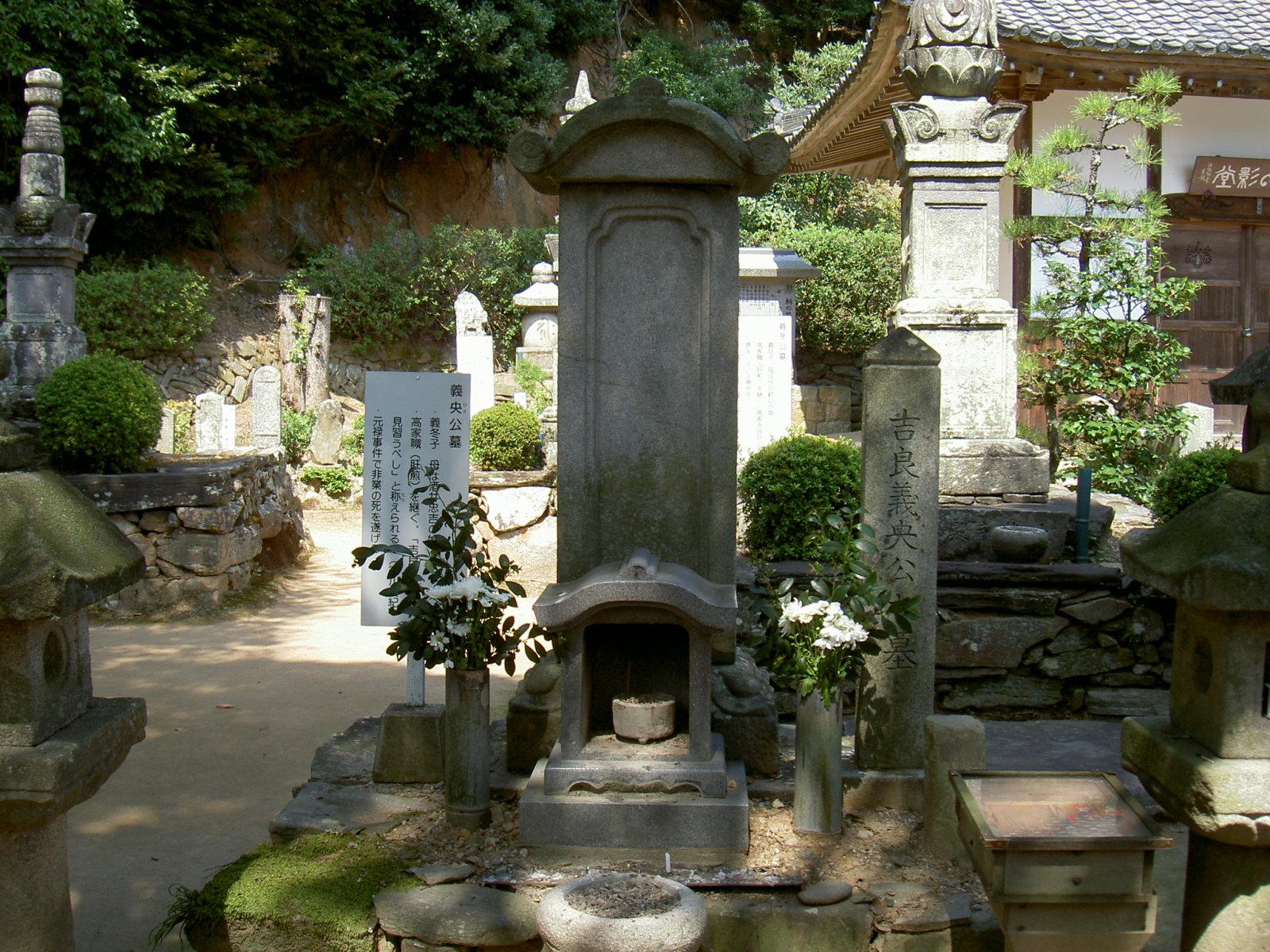
華蔵寺の墓
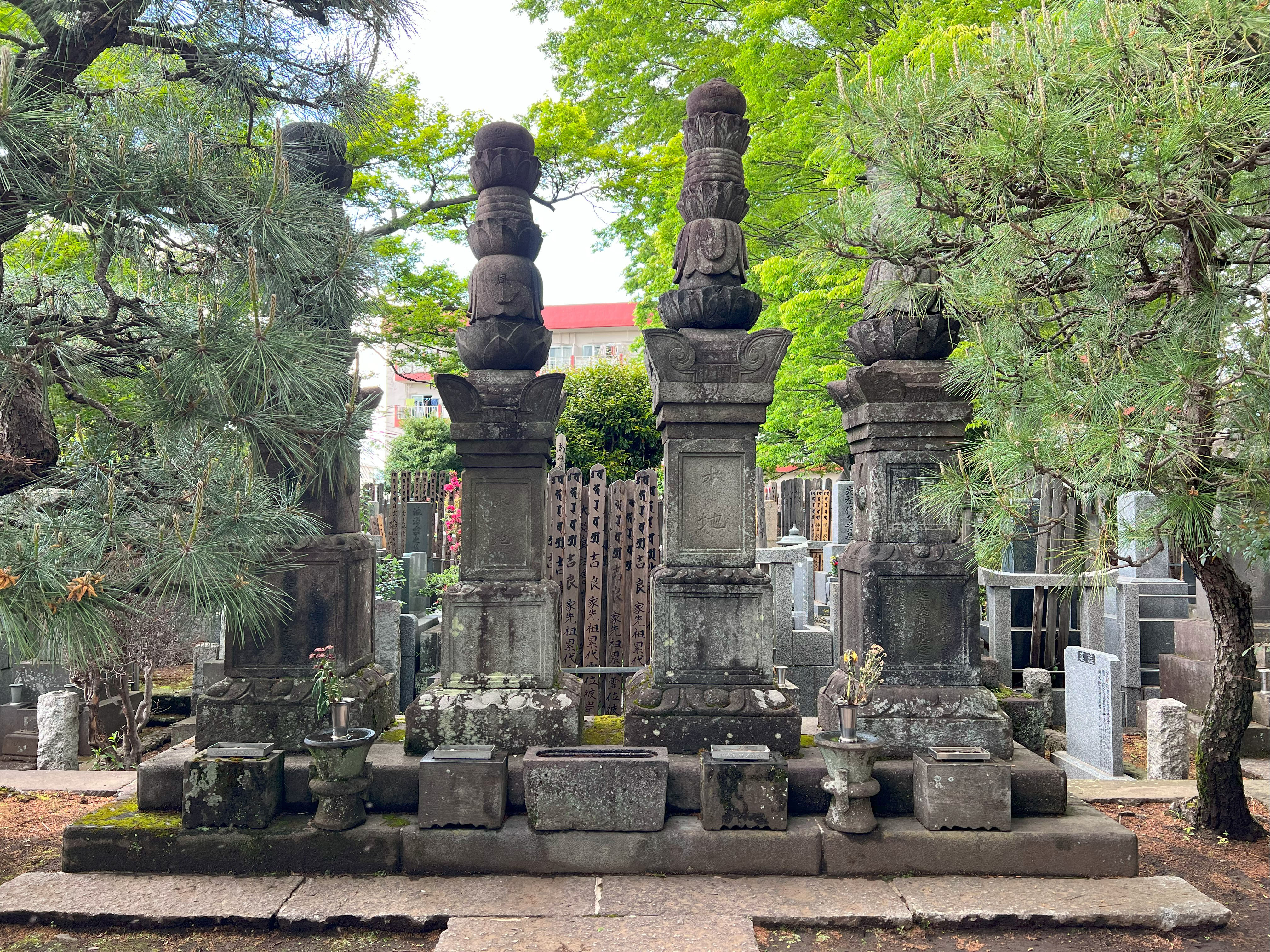
萬昌院功運寺の墓

## 後史

### 赤穂浪士への処分
幕命を受け、お預かりの大名屋敷にて赤穂浪士達は元禄16年2月4日（1703年3月20日）に切腹。切腹の場所は庭先であったが、切腹の場所には最高の格式である畳三枚（細川家）もしくは二枚（他の3家）が敷かれた。複数の義士で介錯の失敗があり（大石・潮田・武林・近松・杉野など）、二度斬りをしたため血が散乱したという伝承の「血染めの石」が泉岳寺にある。
当時の切腹はすでに形骸化しており、実際に腹を切ることはなく、脇差を腹にあてた時に介錯人が首を落とす作法になっていた。毛利家では扇子を出し幕閣御目付から叱責されたと記録されている。

### 吉良義周への処分
赤穂浪士らの切腹が行われた同日、吉良義周は荒川丹波守（御寄合）、猪子左太夫（御先手）が同伴し、評定所へ呼び出され、仙石伯耆守（大目付）より「仕形不届」として、領地召上のうえ、信濃高島藩主、諏訪忠虎へお預けの旨が申し渡された。そして、その身柄は高島藩士の沢市左衛門、茅野忠右衛門、加藤平四郎に渡されたことなどが『上杉家御年譜』などに見える。
幕府が義周をこのように処分した理由としては、幕府の裁定により、父・義央が松の廊下での事件の際に浅野長矩に対し卑怯の至りな振る舞いをし、赤穂浪士討ち入りの時も未練のある振る舞いをしたため、「親の恥辱は子として遁れ難く」として、父である義央に代わって義周が責任を取ることとなったこと。そして、赤穂浪士が吉良邸に討ち入った際の義周の対応、義周が自ら武器をとって赤穂浪士達に応戦したが、不破正種に面と背中を斬られ、そのまま気絶していたことなどに対して幕府評定所が「不届き」としたためであった。そして、その後、宝永3年（1706年）に義周が死去したため、高家としての吉良家は断絶している。

### その後の吉良庄
その後の吉良庄は、西尾藩のほか大多喜藩や沼津藩などの飛び地、寺社領、天領といった様々な領主が統治する。吉良義央の弟・東条義叔は、兄の死後、吉良の祭祀などは継承したが、知行500石は武蔵国児玉郡と賀美郡内にあり、吉良庄と直接の関係がなくなっている。

### 吉良家の高家再興
赤穂事件以来、三河吉良家が断絶していたため、武蔵吉良家の義俊は、姓を蒔田から吉良に戻す許可を幕府に求め、宝永7年（1710年）2月15日にこれが許された。これにより三河吉良家は途絶えたまま、武蔵吉良家が高家を次ぐことになった。幕末の当主・吉良義常は朝臣に転じるとともに中大夫席を与えられた。
一方、義央の弟にあたる義叔は旗本として東条姓を名乗っており、その息子の東条義武の末期養子であった義孚が、享保17年（1732年）に、義央の家系が絶えていることを理由に東条家から吉良家への復姓を幕府に願い出て許された。この再興吉良家には高家の格式は与えられなかった。歴代当主は吟味与力や西の丸書院番などを務めた。
また、上野介の官名に因む、上野国白石の吉良家飛び地700石は、吉井藩、佐野藩、天領ほか、複数の旗本が統治した。

### 義央の子孫
吉良義央の血脈は上杉家・大炊御門家・鷹司家・畠山家・一条家・東伏見家などに伝わり、21世紀まで存続している。吉良氏も二家（旗本と高家）続いているが、どちらも義央の子孫ではない（弟・義叔の子孫と別家・義俊の子孫）。
- 大炊御門経秀は義央の孫（養子縁組のため系図上では養曽孫）にあたる。中御門天皇（114代）、桜町天皇（115代）、桃園天皇（116代）の三朝に亘って仕え、正二位・内大臣に進む。義央の来孫である大炊御門家信はさらに従一位・右大臣にまで任ぜられ、仁孝天皇（120代）・孝明天皇（121代）・明治天皇（122代）の三朝に仕えている。
義央－菊姫－経秀－家孝－経久－家信－幾麿－経輝－経昭
- 皇別摂家だった一条家の現当主・一条実昭は義央の九世子孫[22] にあたる。
義央－菊姫－経秀－家孝－経久－家信－師前－一条実孝－実文－実昭－実綱
- 戦前の修身の教科書で数多く取り上げられた[23]上杉治憲（鷹山）は、義央の女系玄孫である。
義央－綱憲－豊姫－春姫－治憲（鷹山）－顕孝
- 崇光天皇の男系17世孫である旧宮家・東伏見家の現当主 東伏見茲基はやはり吉良義央の子孫でもある（天皇のはとこ）[24]。
義央－綱憲－吉憲－重定－畠山勝熙－斉定－斉憲－茂憲－久姫－亀井茲建－東伏見保子－茲基－実綱
- 吉良義央の男系子孫である鷹司（松平）信謹（義央の仍孫）は、元治2年（1865年）から吉井1万石の藩主となり、吉井陣屋にて吉良の旧領の一部を統治した。
義央－綱憲－吉憲－重定－勝煕－斉定－斉憲－信謹

### 江戸屋敷のその後
元禄16年（1703年）の元禄大地震とそれの6日後に起きた大火で、吉良邸があった周辺の武家地や町人地は壊滅状態になり、本所の人々は吉良の怨霊が現世にとどまり祟りをなしたと噂した。その復興のときに吉良邸跡の中島伊勢（小林央通の曾孫・葛飾北斎の養父）の拝領地に義央の鎮魂と供養の為に吉良神社が建てられている。また、呉服橋の屋敷は北町奉行所が使用、鍛冶橋内の屋敷跡には松前家の上屋敷が営造された。

## 評価・関係

### 他の大名家・藩での評判
忠臣蔵成立のはるか以前、義央の生前から浅野の刃傷沙汰は「東山栄華舞台」や「傾城八花形」等で劇化されたと言われており、それらが当時から義央の悪評が各地で広がっていた要因の一つとなったと考えられる。
忠臣蔵の悪役として有名な義央の評価は全国的には芳しくない。もっとも忠臣蔵が上演される以前から、義央が行っていた長矩に対するいじめの話は広く世間に知られていたようであり、また義央が浅野長矩以外の御馳走人にもいじめを行っていたという逸話も下記のごとく残っている。
- 浅野が刃傷に及ぶ前、伊予大洲藩主・加藤泰恒や出羽新庄藩主・戸沢正庸が日光法会中に受けた義央のいじめを浅野に伝え、お役目を終えるまで耐えよと諭したという話が『冷光君御伝記』や『義人録』などに記されている。
- 元禄11年（1698年）、勅使御馳走人となった亀井茲親は義央からいじめを受け、耐えかねた茲親は家老の多胡真蔭に洩らしたという。真蔭は主君を諫める一方で、密かに金遣役を呼んで納戸金一箱を取り出させ、茶菓子のなかに入れて手土産として吉良邸へ持参し、主君の無礼を詫びたうえ、指導引き回しを懇願して帰邸。翌日より茲親への態度が急に優しくなったので事なきを得た、という話が津和野名産の茶菓子源氏巻誕生の逸話とされる場合がある（実際には源氏巻の誕生は、幕末の十一代藩主・亀井茲監の時代である）。
- 尾張藩士の朝日重章の日記である『鸚鵡籠中記』に、「吉良は欲深き者故、前々皆音信にて頼むに、今度内匠が仕方不快とて、何事に付けても言い合わせ知らせなく、事々において内匠齟齬すること多し。内匠これを含む。今日殿中において御老中前にて吉良いいよう、今度内匠万事不自由ふ、もとより言うべからず、公家衆も不快に思さるという。内匠いよいよこれを含み座を立ち、その次の廊下にて内匠刀を抜きて詞を懸けて、吉良が烏帽子をかけて頭を切る」とある。

「吉良は欲が深い者ゆえ、前々から皆贈り物をして頼んでいたが、今度の内匠頭のやり方が不快ということで、何事につけても知らせをせず、事々において内匠頭が間違って恥をかくことが多かった。内匠頭はこれを遺恨に思った。今日の殿中における御老中の前での吉良の言い様は、今度の内匠頭のやることは万事、思うようにならなかったのだから、もとより言うべきではなかった。公家衆も不快に思ったという。内匠頭はいよいよこれを遺憾に思って座を立ち、その次の廊下で刀を抜いて、声をかけて吉良の烏帽子ごと頭を斬った」「浅野家臣四十七人は「主人の恨みを報復する」と言いたて、吉良の首を取って泉岳寺へ立ち去った」

#### これらの評判の信憑性
- 『冷光君御伝記』や『義人録』の記述には多数の誤りがある。以下に列記する。なお、明治5年（1872年）に国枝惟凞により『義人録』の誤謬を訂正した『赤穂義人録補正』が出されている[28]。それでもなお、明らかに間違っている記録や、時系列で辻褄の合わない記述もある。
- 戸沢正庸が藩主になるのは宝永7年（1710年）で、家督前の世子が日光社参や饗応役を務める例は皆無である。当時の藩主・戸沢正誠は赤穂藩上屋敷の受け取りと破却を担当したが、日光法会に参加した記録はない。 また、寛文3年（1663年）の日光法会で加藤泰恒はわずか3歳であり、泰恒が日光社参するのは長矩の勅使饗応より後である。享保13年（1728年）の法会には既に死去している[29]。
- 「源氏巻」の逸話は、桃井若狭之助（伊達若狭守）と加古川本蔵（梶川与惣兵衛）[30] が登場する『仮名手本忠臣蔵』（1748年初上演）より後に、大田南畝(蜀山人)の『半日閑話』（1768年 - 1822年）のうち「巻二十二」寛政8年（1796年）[31] が初出であり、赤穂事件より約百年、「忠臣蔵」初演からも五十年以上経過している。津和野藩の亀井家文書には当該の記録はない。また、真蔭は正保3年（1644年）に吉良が3歳の時には既に家老になっており、貞享3年（1686年）以降は相当の老齢でもう家老ではない。さらに納戸金一箱（500両）はとても菓子折りに入れて運べる嵩と重量ではない。最後に薄い生地で餡をまく「あんまき」は三河の名物であり、本場の菓子を食べなれた旗本に地方大名が贈るのは逆効果である。
- 朝日重章は、吉良の悪評を書き留める一方で討ち入りについては「浅野内匠家来四十七人亡主の怨を報ずると称し、吉良上野介首を取り芝泉岳寺へ立退。」とあり、赤穂義士についても好意的には書かれておらず[32]、こうした吉良の悪評は、とりたてて浅野に肩入れしていた立場からのものではなかった事がうかがえる。

若狭国小浜藩主・酒井忠囿は、松之大廊下で義央が刃傷を受けると、見舞いの使者として鈴木団右衛門を派遣している。
播磨国林田藩主・建部政宇は、伏見奉行の時には、京都山科に隠棲した大石良雄の動向を警戒している。

### 上杉家との関係
上杉家（米沢藩）家臣たちからの評価も芳しくなかった。それは上杉家では義央の長男・三之助（後の上杉綱憲）が上杉家の養子となって以降、吉良家の買掛金や普請を負担し、支払うのことが多々あったためである。
- 延宝4年（1676年）に、吉良家が町方に未払いでためていた6000両を上杉家が上方からの借金で年1000両[注釈 4]を支払い、6年間で返済[35]。
- 天和元年（1681年）の6月20日付の須田右近書状に「上野介様の御身上はかねて御不如意に候いて、御迷惑なされ候、なかんずくこの頃は呉服所の伊兵衛と申す者が町奉行へ書付を指し上せ候……」とあるように[36]、吉良家がためていた買掛金を一向に支払わないため、呉服所の伊兵衛が町奉行へ訴え出るということが起こり、訴え出た呉服所の伊兵衛を始めとして、さがみ屋又兵衛・薪屋庄兵衛などの町方・商人10人ほどにためていた吉良家の買掛金2780両を上杉家が肩代わりしたとされる[37]。
- 元禄11年（1698年）には、勅額火事により鍜治橋にあった吉良邸が焼失したため、呉服橋に新邸を建てることとなり、その建設にかかった費用の2万5500両を上杉家が負担している[38]。
- これらに加えて、米沢藩の分限帳に、「一、五千石　御前様(義央の妻の富子)　一、千石　鍜治橋様(吉良義央)」とあるように、上杉家から吉良家に毎年6000石の援助を行っていた。確認できるのは寛文2年（1662年）から延宝4年（1676年）までなので、1石1両として、6000両ずつ13年間で累計7.8万両の計算[39]。

なお、当時の上杉家の江戸家老の色部安長の知行(石高)は1666石。色部安長の前任で江戸家老を務めた千坂高房は1565石。上杉家で色部氏と共に最上位に遇され、米沢藩が削封されてから福島城代から代わって鮎貝城代(御役屋将)を命ぜられ、上杉家の軍大将(軍奉行)も兼ねた本庄政長は1666石だったので、当時の上杉家で最上位に位置していた、これら上士(上級藩士)の三家を合わせた石高よりも更に多い俸禄を上杉家は毎年、吉良家に仕送りしていたということになる。
上記のように、上杉家は吉良義央の長男を養子とすることで改易を免れたという立場上、そして義央の息子である上杉綱憲が藩主となったことなどから、所領が半減されるなどの苦しい藩財政にありながらも吉良家に対して何かと支援し、金銭を工面しなければならなかった。そのため、吉良家に対して、多額の肩代わり・資金援助を行わなければならなかった当時の上杉家の江戸勘定方、須田右近は国元の米沢藩にあてた書状の中で「当方もやがて吉良家同然にならん」と書き残している。また、それらに加え、経済的に逼迫していた上杉家では、天和3年（1683年）4月に、将軍家へ「倹約」を正式に申し出、藩財政が逼迫していたため、幕府や諸大名家との交際を倹約した。更に、藩では平日の音信贈答を禁止し、婚礼であっても一汁三菜におさえることなどが命じられたが、同年の11月には、上杉家の江戸における買掛金は1万2千両に達した。

### 島津家との関係
- 島津光久の継室で公家の平松時庸の養女であった陽和院が松の廊下の事件について、兄の平松時量に送った「陽和院書状」という書状が現存している[42]。陽和院は光久の継室であったため、血の繋がりはないものの、光久の孫である島津綱貴の祖母といえる立場にあり、その孫の綱貴に嫁いでいた吉良義央の娘の鶴姫とはいわば、大姑の関係にあった人物でもあった。松の廊下の事件が起こった当時、江戸にいた陽和院は京都にいた兄の平松時量に宛てて、以下のような書状を送っている。

「十四日御しろの事めつらしき事、きら殿人かわろく申候事ニて御さ候、仰せのことく再々御くたりあそハし候へとも、しせんよき時分ニて御さ候つる、何事もわれからの事とそんし候」
（「十四日に江戸城で前代未聞の事件が起きました。吉良殿も（殿中で刃傷を受けるとは）世間体が良くない。（時量殿も）仰せによって何度か江戸へ下向されていますが、よい時に在京されておられました。
何事も（こういう刃傷沙汰も）自ら（吉良殿）の身から出たことと存じます）
すでに義央の娘、鶴姫と島津綱貴とは1680年に離縁しているが、陽和院は驚き能動的な反応を示している。また、延宝8年（1680年）11月20日に島津綱貴から離縁された鶴姫はその後、実家の吉良家には戻らず、養家であり、弟である上杉綱憲のいる上杉家に戻り、上杉家白金屋敷で暮らした。
- 鶴姫の元夫であった島津綱貴は元禄16年（1703年）に、鹿児島城下の島津家別邸に義央の供養施設（観音岩）を建立し供養したと伝わり[44]、現当主の島津修久は、吉良義央の万昌院での12月14日の法要に参加すると共に、鹿児島の仙巌園（世界文化遺産）・観音岩でも翌日に供養儀式を行なっている（慰霊式は神道）[45]。

### 松浦家との関係
- 「山鹿素行日記・年譜」に山鹿素行と吉良義央との交際が度々記されている。旅で同宿したり[46]、吉良邸へ公卿とともに訪問した様子が記されている[47]。松浦重信は素行を通じて義央とも交流があったとされ、吉良氏秘伝の『吉良懐中抄』が山鹿素行によって書写されて、松浦家に令和の御代まで現存している。松浦家自身も柳の間で諸大名に江戸城での作法や礼儀を指南していること、義央と同時代人の松浦棟は奏者番を務めており、「履担斎遺文」にも義央との交際が記される[48]。
- 素行は流罪から放免されると本所に住み（山鹿平馬宅は吉良邸にも平戸藩下屋敷にも近い）、松浦家に仕官を試みたが[49] 実現せず、平戸藩は庶子の山鹿万助（高基）と弟・山鹿平馬を召し抱えている[50] 。山鹿流に学んだ[51] 平戸藩主は総じて吉良寄りであり、特に松浦静は「甲子夜話」では吉良には敬称、赤穂浪士は呼び捨てか蔑称で記す、など極端である[52]。室鳩巣の言動や著作についても「腐れ儒者」、「笑止なる見解なり」と悪口が書かれている[53]。

### 津軽家との関係
- 津軽信建は関ヶ原で三成の遺児・石田重成と荘厳院を救出、弘前藩主には石田三成の血をひくものがおり（津軽信義・津軽信政など）、浅野氏はその三成を襲撃した七将のひとりでもある[54]。
- 弘前藩の支藩（分家）である黒石藩（当時は大名ではなく旗本）の当主・津軽政兕は、事件直後に真っ先に自身の家臣や弘前藩士らと吉良邸に駆けつけ、義央の遺体を発見し負傷者の救助に協力したと伝わる[55]。
- 重臣の乳井貢が元禄赤穂事件を激しく批判する著作を発表したり、赤穂浪士に同情した北村主水を宝永5年（1708年）に閉門、知行（1000石）没収の厳罰に処し、供養塔の破却を命じたりしている[56]。また家中には大石良雄の一族もいたが、厚遇されている山鹿系家臣と対立し[57]、騒動も起きている。

### 旗本
- 延宝4年（1676年）5月から元禄2年（1689年）5月まで、先手鉄炮頭を務めた天野長重（家禄3,030石余）は、刃傷後に義央を見舞っている。「さてさてあぶなき事にも出会い給ふものかな。さりながらかす手（かすり傷）負い給ふのみにて大いなる仕合せなり」と見舞いの言葉を述べている。天野は慶長から元禄年間の膨大な事件・人物について綴った『天野遺語』を遺している[58]。

### 朝廷
松の廊下での刀傷事件が伝わった当時の朝廷の反応・様子を伝えるものとしては、当時の関白であり、朝廷内で親幕府派であった近衛基熙の日記である『基煕公記』、当時の参議であった東園基長（基雅の前諱）の日記の『東園基長卿記』、そして、基長の父であり、有職四天王と称された一人でもあった東園基量の日記の『基量卿記』などがある。また、赤穂浪士の討ち入り時の様子を伝えるものとしては、同じく有職四天王であった野宮定基には自身の日記である『定基卿記』がある。
- このうち、『基煕公記』では義央が刃傷され即日、浅野が切腹となったことについて、近衛が3月19日に「珍事珍事」と記しており、3月20日に近衛が参内した時に、松の廊下の事件について書かれた書状を東山天皇が見た際の様子については「御喜悦の旨、仰せ下し了んぬ」と天皇が喜んでいたこと、そして、近衛が高野前中納言と密かに刀傷事件について話した際に、高野が心中、歓悦している(大変喜んでいる)と述べたことなどが書かれている[59]。なお、近衛が3月20日に参内した時、天皇や近衛に伝わった情報は『基煕公記』の3月20日に「浅野内匠頭は田村右京亮に預けられ、吉良の生死は未だ知られずと、先ず注進があり」と書かれている。事件の報告として浅野の切腹と吉良の生死不明な状態である事が先に伝わっていたことから、長矩の処分に喜んだのではなく、吉良が刃傷に巻き込まれた事について喜んだとも考えられる。ただ、のちに近衛や東山天皇が浅野家断絶に同情したり、赤穂義士の快挙に喝采した様子（日記への記載）は一切見られない。そのため、野口武彦は「武家同士の紛争もしくは幕府の不祥事を面白がったのだ」とする仮説を立てている[60]。
- また、『東園基長卿記』には、浅野長矩が切腹の上、一家滅亡することを伝え聞いた基長が「三月二十六日、晴れ、伝え聞くに、去る十四日……内匠頭乱心これより相極り、その夜切腹といい、これより一家滅亡といい……所存が達せられず、かつ、家中以下は流浪とこれ至り、不便不便」とある[61]。そして、『基量卿記』も同様に、「三月二十日、晴れ、伝え聞くに、去る十四日に武江城(江戸城)に於いて浅野内匠頭が吉良上野介を刃傷したが、然れども吉良は死門に赴かず、浅野内匠乱気による沙汰と有り、夜に入りて切腹といいつけられ、一家は滅亡という。存念が達せられず、とても不便である。当日、これより御返答申され、白書院は流血で不浄の間となり、黒書院において御清めが有ったという」と書いている[61]。
- 一方、当事者であった柳原資廉は、『関東下向道中記』において事件当日、「馳走人浅野内匠、乱気。次の廊下にて吉良上野介を斬る。勅答の儀に役を放りて凶事をおこす。言語に絶するなり」と率直な感想が記されている。また、吉良が刃傷で出血した事については「穢れ事に及ぶ事でもなく、苦しからず」としている。
- 『定基卿記』においては、赤穂浪士が討ち入りしてから3か月ほど後の元禄16年(1703年)3月22日に、「この時の柳営(幕府)がその怯弱を戒め、その帯びた剣を奪い、これを追放すれば、則ち大石も亦た憤ることはなく、これを不問にし容したのは、卿の失と謂うべきなり」と書いており[62]、「幕府が松の廊下の事件の際に、吉良上野介の怯弱を罰し、武士としての地位を剥奪して追放していれば、大石もまた憤ることはなかった。吉良上野介を不問にして許したのは、将軍の失態というべきである」と義央を不問とした幕府の処置を批判している。

これらの当時の朝廷に仕えていた者達の史料では、親幕府派であった基熙らは義央に対しては冷たかったともとれる。一方、天照大御神の子孫である天皇への信仰を尊王思想として体系化し、幕府寄りの基熙と敵対関係にある正親町公通は義央に同情している。高家という立場の義央は幕府による朝廷抑制政策の通達役に立つことが多く、朝廷側は義央ら高家に含むところがあったという見方もあるが、義央は霊元天皇の御代の延宝4年（1676年）の年頭祝儀の上使の際には、後西上皇から直筆の「うつし植て　軒端の松の　千とせをも　おなしこころの　友とち吉良む」という和歌を下賜されており、この時点では天皇家や親朝派から評価を受けている立場であった事がうかがえる。
元禄14年（1701年）当時の幕朝関係から見れば、朝廷尊重を掲げていた綱吉の時代に入り、幕府嫌いといわれる霊元天皇に代わって親幕派であった近衛基熙らの補佐を受けて東山天皇が親政を行っていた時期でもあり、御料（皇室領)が1万石から3万石に増加し、朝廷と江戸幕府との関係はおおむね良好に推移していたとされている。

### 幕府
- 江戸幕府が編纂した『徳川実紀』の元禄14年（1701年）3月14日条には、以下のように書かれている[65]。

「世に伝ふる所は、吉良上野介義央歴朝当職にありて、積年朝儀にあづかるにより、公武の礼節典故を熟知精練すること、当時その右に出るものなし。よって名門大家の族もみな曲折してかれに阿順し、毎事その教を受たり。されば賄賂をむさぼり、其家巨万をかさねしとぞ。長矩は阿諛せす、こたび館伴奉りても、義央に財貨をあたへざりしかば、義央ひそかにこれをにくみて、何事も長矩にはつげしらせざりしほどに、長矩時刻を過ち礼節を失ふ事多かりしほどに、これをうらみ、かゝることに及びしとぞ」
幕府は吉良義央が礼節典故を熟知し、精錬していることに関して、右に出るものはいないと高く評価している。
しかしながら、その立場などから賄賂を貪り、巨万の金額を得ていたこと。長矩が阿順せず、賄賂を渡さなかったことを憎んで、何事についてもいやがらせをしたことから恨みを買ったために、あのような顛末になった、と記している。
- 江戸幕府第8代将軍の徳川吉宗は、赤穂浪士の討ち入り時には20歳であり、赤穂事件と同時代の人間でもあったため、自著とされる『紀州政事鏡』において、浅野内匠頭と吉良義央について以下のように書いている[66]。

「一、先年浅野内匠頭吉良上野介と殿中において、勅使登城の節の喧嘩は所と云い、時節と云い、短慮之致し方と諸人申事に候得共全く左道に不可在候諸大名の見る所にて、高家の小身者に法外の悪口を被り致大名たるもの堪忍は難しく成處誠に武門の道なり……早速、片落の御片付は誠に時の老中方、愚味短知の事なり、吉良は同罪の中に重ねて不調法不可勝計子細は指図致し候はゝ首尾よく相勤済可申處欲心非道の者故段々不法の挨拶にて切掛候得は吉良は重き科に極たり……
二、意趣有りて切掛るを意趣討と云ものなり、是を浅野計片落を被り仰付致候事は吉良へ御荷担同様の御政事なり」
「一、先年の浅野内匠頭と吉良上野介の殿中において、勅使登場の際の喧嘩は場所といい、時期といい、短慮の行いと諸人はいうが、全く正しいことではないとすべきものではなく、諸大名の見る所にて、高家の禄の少ない者に法外な悪口を言われて大名たるものは我慢することは難しく、これを斬ることは誠に武門の道である……すぐに片手落ちの処罰は、誠に時の老中方の愚かで短慮なことである。吉良は同罪の中に、更に配慮が足らないことは数えきれないほどあり、子細を指図し、首尾良くお互いに勤められるようにすべきところを、欲心・非道の者のため、斬られたことは吉良の重き罪に尽きる。……
二、意趣が有って切掛ることを意趣討ちというもので、これを浅野が片落ちを被り、浅野へ仰せつけることは吉良へ加担同様の政事である」
以上のように、吉宗は赤穂浪士の討ち入り以降の世情を見ていることや赤穂浪士を擁護したことで知られる儒学者の室鳩巣を重用・起用していたこともあってか、義央と当時の幕府の判断を非難している。

### 茶人
茶人としての義央は、卜一（）という茶の号を名乗り卜一流を興した。また『茶道便蒙抄』を著した茶人山田宗徧などとも親交を持っており、茶匠千宗旦の晩年の弟子の一人であるという。ただし千宗旦は義央が未だ五歳であった正保3年（1646年）に隠居しており、義央が初めて京を訪れる寛文2年（1662年）より前の万治元年（1658年）に亡くなっている。
- 佐賀鍋島藩の支藩である鹿島藩の江戸留守居の公用日記『御在府日記』の元禄11年(1698年)9月2日の記述に「吉良上野介様より香炉御所望に付き、獅子香炉・町伯荒木酒一器副え、御手紙にて陸使にて遣わされ候、唐冠香炉御所望に候へども之無く、右の香炉有り合わせ候由にて遣わされ候」[67]、同じく、11月15日の記述に「吉良上野介様卓香炉一つ、花色染付大花生一つ、袖香炉二つ物恕付一つ、遣わされ候」などが見えるように、義央が所望したため、度々、家宝や茶道具をいくつも用立てている[68]。
- 秋田藩の家老岡本元朝の『岡本元朝日記』にも松の廊下の事件から10日後に書かれた義央に関する記述として、
「吉良殿日頃かくれなきおうへい人の由。又手の悪き人にて、且物を方々よりこい取被成候事多候由。先年藤堂和泉殿へ始て御振舞に御越候時も、雪舟の三ふく対御かけ候へは則こひ取被成候由。け様之事方々にて候故、此方様へ御越之時も出入衆御内々にて目入候能（）御道具被出候事御無用と御申被成候由ニ候。」などがある[69]。

  - この情報は元朝が、江戸藩邸の大番頭・渋江光重（元朝の異父弟）の元禄14年3月17日付（久保田到着はさらに後日）の書状で知らされたものである。この文章の前段には、江戸城大廊下の刃傷の顛末が綴られているが、「切り付けられた義央が刀に手を掛けて「何をするか」と取って斬り返した」「浅野内匠は乱心」などと記されている。しかしこれは、実際の刃傷の経緯とはかなり異なる（梶川与惣兵衛の証言とも「遺恨」を主張した浅野長矩の証言とも逸脱している）。これに対して、同じ秋田藩家老の梅津忠昭（俳人・梅津其雫として義央と交流あり）が、藩主佐竹義処近臣の大嶋重為から入手して、日記に書き付けた刃傷の経緯は、ほぼ正確なものとなっている[70]。

### 吉良家の所領近隣の評価
上野国・人見堰
吉良家の領地には三河国幡豆郡吉良庄、岡山、横須賀、乙川、饔場、小山田、鳥羽、宮夾の八箇村3200石の他、上野国緑野郡の白石村、碓氷郡の人見村、中谷村の三箇村1000石があった。この吉良領人見村に隣接する磯部村領主仙石久邦によって水不足解消策として用水工事が計画される。ところが隣村の領主であった吉良若狭守義冬との交渉は難航し、明暦4年（1658年）から始まった交渉で吉良との最初の手形が交わされるのが寛文6年（1666年）になり、長い協議を経て着手した工事は吉良氏側の妨害を受けてさらに遅れる。義冬の死後（1668年）、義央が家督を継いだ後も状況は変わらず、困った仙石久邦は磯部村を幕府領にしてもらうことで吉良氏からの妨害を退ける方策をとる。久邦は幕府に領地替えを願い出て、寛文9年（1669年）に久邦の所領は別に移され、磯部村は幕府領となった。
その後、幕府主導で用水工事が進められることになり、ようやく寛文13年（1673年）に人見堰が完成し、村内200町歩（200ヘクタール）の水田を灌漑することができた。村民は久邦の徳を慕い、永宝元年（1704年）12月に久邦の生祠を建て、稲葉大権現として祀りその徳をたたえた。さらに嘉永5年（1852年）には頌徳碑も建立され、現在では石祠および頌徳碑が安中市の指定史跡となっている。
三河・鎧池の新田開発の争議
三河では寛文10年（1670年）に鎧池の新田開発をめぐり、吉良領岡山村と隣領瀬戸村との間で争論が起こっている。事態収拾のため三河代官鳥山牛之助精明が見分を行い、開発した田畑は切り捨てること、鎧池はそれまで通り岡山村が支配する一方、池の水は田地用水として瀬戸・岡山・木田の三村が取水できること、池の魚は岡山村だけが捕ってよいという裁定を下した。こうして吉良氏の元での鎧池の新田開発は頓挫したが、吉良氏改易後の正徳元年（1711年）になって、池の南側約3分の1が開発され尾崎新田村が成立した。この地域は現在の黄金堤の付近である。
西尾の大二重堤
義央が築いた堤防により矢作古川で洪水が発生し、西尾藩の領民は苦しめられた。西尾藩主であった土井利意はこれを防ぐために小焼野から鎌谷に至る大二重堤を築いたと伝わる。
領地の係争
貞享3年（1686年）にも西尾藩の利意との間で領地の境界線をめぐって争っている。

### 地元での評価と実態
いつの頃からか三河地方の一部では、領地幡豆郡に黄金堤を築いたとされる治水事業（1686年）や、富好新田の新田開拓（1688年）、塩田開発などの治績を義央が行ったという伝承が形成されており、これらを根拠として地元の名君として評価する独特な史観に基づいた教育が行われている。しかし名君であるとするこれらの根拠は、近年になって作られたと考えられるものが多い。
- 慶長14年（1609年）から元禄15年（1702年）まで、吉良家が義弥・義冬・義央の3代にわたり事績を書き継いできた『吉良家日記』には、黄金堤築造・富好新田の干拓・塩田開発などを当時の吉良家や義央が行ったという記述やそれに類する記録は一切、見られない[76]。また、こうした事業を当時の吉良家や義央が行ったということを記した江戸期の史料も発見されていない。
- 吉良家は上杉家（米沢藩）に莫大な借金の肩代わりをさせているような財政状況で、当時は町方に対する支払いなども滞っているような有様であった。そうした中、吉良家が独自に多額の資金を必要とする治水事業を立て続けに主導したというのは、経済的な面から考えても無理がある。義央が行ったとされている治績は、当時の吉良義央や吉良家が行なったものではなく、実際には後世の領主や幕府などが行ったものである可能性が高いと見られている[76]。
- そもそも吉良荘があった矢崎川周辺は、新田開発によって発展した地域で町人による新田開発も多く、吉良領周辺にも「新田」と名が付く地名も多く見られる[77]。新田開発自体も、江戸期を通して幕府から推奨されており、全国各地でその取り組みが行われていた。これらのことを考えると、仮に義央が新田開発を行ったとしても、それだけで特出した治績であったとは言いがたい。
- 吉良町には「赤馬」という郷土玩具が存在し、これは義央が黄金堤を築いた際に当地を訪れ現地を赤馬に乗って作業を視察したという言い伝えに由来するとされている。しかし実際に義央が三河の吉良領を訪れたのは生涯で一度だけで、『吉良家日記』に延宝5年（1677年）11月に京都へ臨時の上使を務めた帰りに、領地の三河国幡豆郡吉良庄を訪れたことが確認できるのみである[76]。黄金堤の築堤されたとされる伝承（1686年）とは時期が重ならない。実は、この郷土玩具の「赤馬」は義央の死後130年ほど後の天保年間になってから作られはじめたものであり、赤馬自体は全国各地の郷土玩具に散見する素朴なモチーフの一つとして知られている。また吉良の「赤馬」は継続して製作され続けていたわけではなく、天保年間には製作が途絶えた時期もある。後年、5代目の時代に、おりからの郷土玩具ブームに乗る形で「吉良の赤馬」として全国的に知名度が広まった。その後、6代目になって愛好家からの要望で、初めて商品に「白馬」と「殿様」が加わったという経緯がある[78]。義央との関連付けはこの時期に形作られたと見られる。

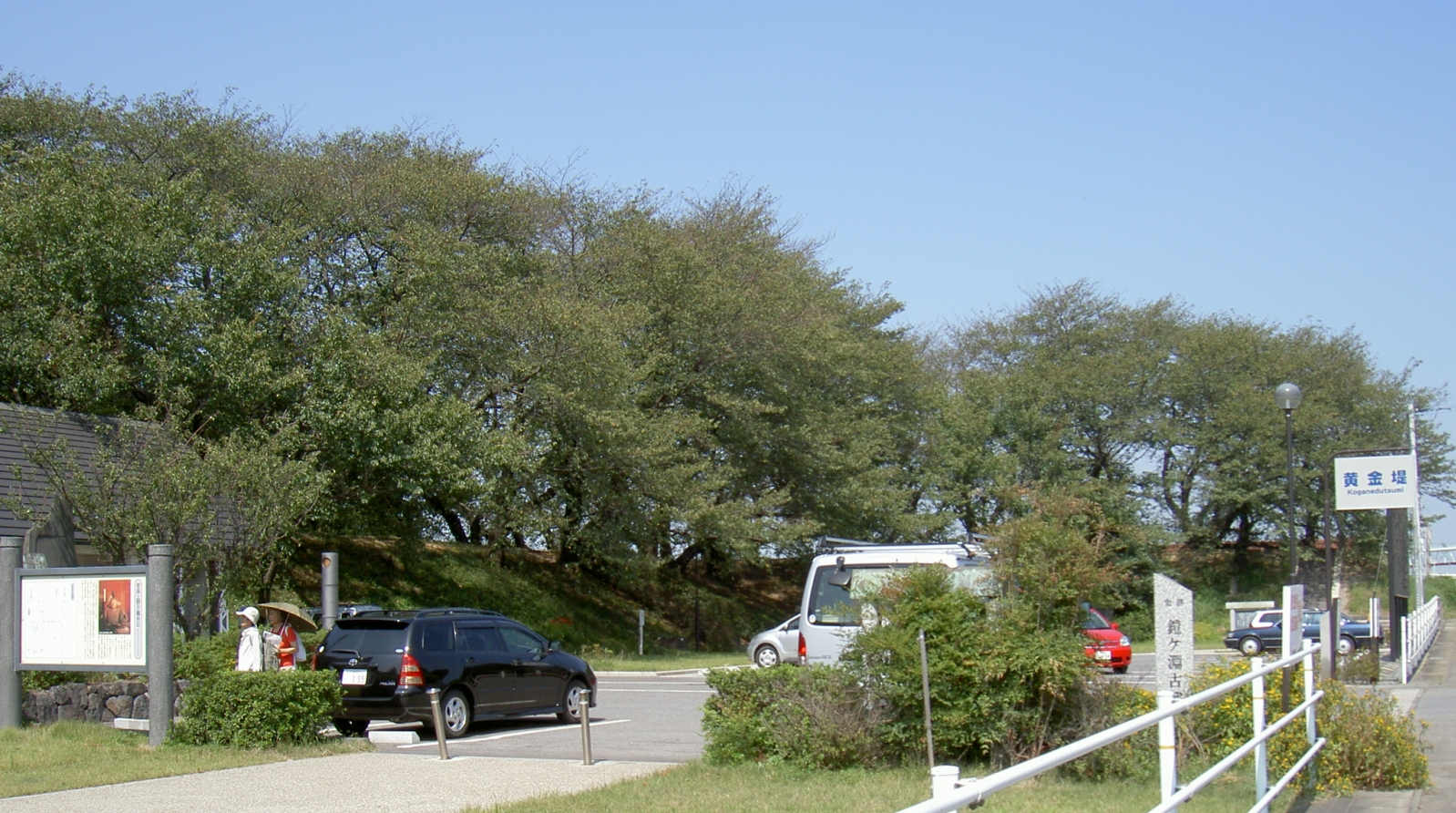
黄金堤

- 「黄金堤」という名称についても、築堤によって水害を終息させ農業生産の安定に寄与した義央の遺徳を偲んで称されるようになった、という伝承があるが、実際に義央が築堤したとする根拠は乏しい。 1991年に行われた発掘調査では、吉良義央の築堤という伝承を支持する年代観は得られず、「その領国政策については伝承のみ」とされた。また、黄金堤の名称とその存在の初現については、明治17年（1884年）の瀬戸村整埋図に「番外三十二番黄金堤　長十七間四尺　幅平均九間」とあるのが確認できる最初のものであり[79]、それ以前の現存史料である寛永5年（1623年）「岡山村検地水帳」・宝永2年（1705年）「田畑水帳」などには、黄金堤の名称とそうした堤の存在が確認できないことが、愛知県埋蔵文化財センターの調査によってわかっている[80]。
- 義央は、須美川の水を領内の水田に引き込む寺島用水を開いたともされる[81]。しかし岡山村の南に位置する寺島は吉良の領内ではない。そもそも寺島用水の開削も自体は江戸期に行われたものではなく、実際には明治17年（1884年）に行われたものである。
- 塩田開発に関しては、義央が刃傷事件に遭遇した元禄14年以前に開発された三河国幡豆郡の塩田は本浜および白浜のみで、このうち本浜塩田が所在する吉田村は甘縄藩松平領、白浜塩田が所在する富好外新田村は幕府領でいずれも吉良領ではない。そもそも吉良家の歴史の中で塩作りを行ったという記録は1件もなく、吉良家が塩田に関わった説の初出は戦後とされ、NHK大河ドラマ『峠の群像』で世間に広まったと言われている[82]。また、赤穂の塩田開発が飛躍的に伸びるのは、森家になってからで、浅野時代の生産高はその十分の一にも達していない[83]。

義央の所領があった上野国においては、若狭守の正室が伊香保温泉に湯治した帰途に白石にあった陣屋に滞在して義央を産んだという伝承があり、この時産湯に使われた井戸を「汚れ井戸」と称して後世に伝わっている。もっとも、義央は江戸鍛冶橋の江戸屋敷で誕生したとされ、吉良の陣屋にあった飲料に適さない井戸を「汚れ井戸」とし、わざわざ義央の産湯の話を付け加えたのは地元領民の揶揄であったと考えられる。

### 泉岳寺での評価
- 泉岳寺では、吉良義央を楠木正成に、首の返還先の吉良義周をその子正行に喩えている。「高家とて人にこそよれ吉良どのの 偽りもなき上野が首」（『白明話録』）は湊川で討死した正成の首をその子正行に送った時に「疑いも人にこそよれ正成が 偽りもなき楠木が首」と詠んだ故事（『太平記』巻第十六）に倣っている。（「首ヲ送リシ心ヲ真似テ詠ム」『連快録』）[84]

## 義央の和歌
- 華蔵寺に上辺に薄藍で夜空を表わした短冊。五十二歳になった時の短歌[注釈 6]

- 同じく六十一歳の時の歌。

## 居城（陣屋）
- 岡山陣屋 - 高家吉良氏の陣屋。「吉良陣屋」とも。
- 姫山陣屋 - 岡山陣屋の支城。市指定史跡[85]。
- 藤岡陣屋（上野国） - 藤岡には現地代官が派遣され統治。

## 江戸屋敷

### 上屋敷
- 鍛冶橋吉良邸 - 元禄11年（1698年）9月6日まで。現在はパシフィックセンチュリープレイス丸の内。千代田区丸の内1-11-1。
- 呉服橋吉良邸 - 元禄14年（1701年）8月19日まで[86]。敷地は約2700坪あり、上杉綱憲（義央の実子）が建築費２万5000両余を提供している[87]。現在は大丸グラントウキョウノースタワーが建つ。千代田区丸の内1-9-1。
- 本所吉良邸 - 元禄赤穂事件当夜に、義央が在邸し絶命、義周が重傷。のちに複数の旗本屋敷として使用[88]。墨田区両国3-13-9。吉良邸内稲荷社（明治期の神社合祀による吉良神社と松坂稲荷神社の統合[注釈 7]）の奥手に義央の墓がある。
  - 討ち入り後、本所の吉良邸跡地は中島氏（中島伊勢は小林央通の曾孫・葛飾北斎の養父）[89]など複数の旗本が拝領した。呉服橋の屋敷は北町奉行所が使用[90]、火事で消失した鍛冶橋内の屋敷跡には松前家の上屋敷が営造された。

### 中屋敷
- 麻布谷町吉良家中屋敷 - 現在の六本木1丁目[91]。

### 下屋敷
- 麻布一本松吉良家下屋敷 - 現在の元麻布大黒坂・一本松坂。敷地は約1600坪。向かい側に増上寺隠居所（萬治二年までは麻布氷川神社[92]）があった[93]。現在の屋敷跡にはオーストリア大使館・大法寺など。一本松坂を進むと御神木「一本松」が現存。のち有馬・東条ら旗本屋敷になる。港区元麻布1-1-10～20。

### 蔵屋敷
- 砂町銀座小名木川吉良家抱屋敷（蔵屋敷） - 「上野（こうづけ）堀通り」の地名が残る。現在の北砂三丁目（西大島駅から10分）。

## 菩提寺
- 萬昌院功運寺 - 江戸における吉良家の菩提寺。内藤忠勝に斬殺された永井尚長や赤穂藩主・永井直敬ら歴代永井家の墓もある。
- 華蔵寺 - 吉良家の菩提寺。吉良家代々の墓や、義央寄進の経蔵や自身の木像などがある。
- 花岳寺 - 東条城主・吉良氏の菩提寺として創建された。本堂は1684年（貞享元年）に、吉良義央から姉・光珠院の菩提を弔うために寄付された祠堂金を元に再建されたもので国の登録有形文化財に登録されている。また、義央遺品の「後柏原天皇宸翰御消息」は重要文化財に指定されている[94]。

## 著作
- 『吉良家日記』 - 義冬・義央・義周にわたる吉良家の日記。朝廷や殿中での作法なども記載。全二十七冊。宮内庁書陵部所蔵[95]。
- 『吉良懐中抄』 - 義央までの部分が、山鹿素行により書写され松浦家・津軽家などに伝わる。
- 『禁中式目』 - 上杉家に伝わる[96]。
- 『吉良躾之書』 - 義央の隠居後、義周が一部加筆。

## 遺品
- 「後柏原天皇宸翰御消息」 - 国・重要文化財（書跡）。西尾市花岳寺所蔵。写しが吉良図書館「吉良家文書」[97]。
- 「後奈良天皇宸翰」 - 西尾市博物館「岩瀬文庫」所蔵。
- 『吉良流伝書』 - 宮参、躾、衣冠束帯、宮仕、刀脇差、小袖、献立、陰陽之理、日用礼など詳細に述べたもの。全百四十五巻。高家吉良家（蒔田流）に伝わる。
- 『吉良流二百五十箇条目録』 - 当時の武家の上流社会における心得・教養・礼儀作法を箇条書きに記したもの。全四巻。同・蒔田流に伝わる。
- 『延宝二年 義央直筆書状』 - 本願寺史料研究所（京都市下京区）所蔵。
- 『土御門泰福宛 義央書状』 - 同「岩瀬文庫」所蔵。
- 卜一流茶器一式 - 華蔵寺所蔵。
- 『百人一首手鏡』 - 近衛基煕、二条光平、徳大寺実維、大炊御門経光ら三十五人の公卿が染筆し手鏡に装したもの。義央自筆の添状と箱書に「貞享三年」。
- 『三十六歌仙絵巻』 - 花岳寺所蔵。三十六歌仙の絵姿。うち「中務（敦慶親王の女王、源信明との婚姻で皇籍離脱）」など非定期公開[98]。
- 『諸方御用之留』 - 伏見宮邦永親王より下賜品の目録。元禄7年（1694年)

## 門弟
吉良流作法の学習者は「礼法家」と呼ばれる（他流では弓馬・軍陣の小笠原流や幕府典礼の伊勢流などが知られる）。朝廷の儀式や、鎌倉・室町の武家の礼法など、有職故実を踏まえて興した礼法で、多くの大名家に伝わっている。のちに小野周輔が「吉良流礼法」として纏めている。
- 高岡孝正[101]（広島藩）[102] - 高岡家は浅野氏の礼法家として明治に至る[103]。
- 鈴木正重（広島藩）
- 岩室長芳（高松藩） - 嫡子・一徳に伝授。
- 浅岡弥五衛門（尾張藩）など

吉良流礼法には折形（おりがた）礼法も含まれ、祝儀（贈り物に付ける）・軍陣（本陣に勝ち栗などに添える）用折り紙の型がある。
ほかに婚礼の宴席の献立・席次を「吉良流婚禮御膳儀式」として解説している。

## 備考

### 義央以外の高家衆
刃傷事件があった元禄14年（1701年）、義央は高家肝煎の地位にあったが、当時の高家は彼を含めて9人いた（元禄14年当時）。
- 吉良義央 ★
- 畠山基玄（従四位上侍従）
- 大友義孝（従四位下侍従）★
- 品川伊氏（従四位下侍従）
- 京極高規（従四位下侍従）
- 戸田氏興（従四位下侍従）
- 織田信門（従五位下侍従）
- 畠山義寧（従五位下侍従）★ - 討ち入りの際に上杉綱憲の挙兵を制止している。
- 横瀬貞顕（従五位下侍従）

このうち、吉良義央・畠山義寧・大友義孝の3人が高家肝煎職であったが（★印）、中でも義央は高家肝煎職の最古参であり、かつ唯一の左少将であった。高家筆頭と呼ばれているのはこのためである。

### 江戸っ子と田舎大名
義央が浅野長矩を「田舎大名」と愚弄した根拠はない。ただ、義央も三河国（愛知県）などに領地を持つ旗本である。両者の違いは、旗本と大名の問題に起因している。旗本は自らの領地に入ることがほとんどなく、家臣を代官に任命して派遣し、すべてを任せている場合がほとんどである。義央も領地三河国幡豆郡吉良庄に入ったのは一度のみで、上野国緑野郡白石村と碓氷郡人見村に至っては一度も行ったことがない。そのため、旗本が領地に自己同一性を持つことはほとんどない。一方、大名（特に外様大名）は参勤交代で隔年に領地に入るので、領地において地元や居城・領民などへの愛着を持つ傾向が強かった。旗本や譜代大名からは「田舎大名」と失笑を買うことがあった。

### 当時の賄賂
当時、勅使饗応役に就任していたのは、4万石から7万石前後の所領を持つ城主の外様大名、院使饗応役に就任するのは1万石から3万石前後の陣屋の外様大名であることが多かった。また、任ぜられた大名が高家から指南を受ける場合、指南料や何らかの贈り物をするのが慣例となっていた。そうした中、当時の文献には義央が暗に賄賂を要求したが、浅野長矩が十分な賄賂を送らなかったことが両者の不和の原因だとするものがある。
松之大廊下で刀傷事件が起こった時には、二回目の勅使饗応役である浅野長矩は義央に指南料として大判金1枚・巻絹1台・鰹節一連を贈っている。同時期に、院使饗応役を任じられた伊予吉田藩主の伊達村豊は、大判100枚・加賀絹数巻・狩野探幽の竜虎の双幅を贈っている。また、饗応役の指南料の相場については、はじめに「御馬代」といった名目で大判金を1枚、無事に役目を果たした後に、さらに大判金1枚を贈るのが慣例だったとされている。また、金子に添えられる付届は、国土産という国の産物であった。
また、当時の指南・指導に対する指南料については、事例は少し異なるが、以下のような例がある。
- 明暦2年（1656年）正月に後西院が即位した際に、薩摩藩は島津忠弘を使者として上京させて、朝廷に祝儀を贈っている。その際に忠弘は、指導を受けた幕府の上使である松平頼重と吉良義冬、及び京都所司代牧野親成にそれぞれ「太刀・馬代」として銀一枚を贈っている。この時、牧野は受領したが、松平・吉良は返納したと記されている。このように指南料を返納したのは、父の吉良義冬の頃には、指導・助言に対する贈答行為は定着していなかったためであろうとされている[107][108]。

### 当時の吉良家の経済状況
義央が当主であった当時の吉良家の家計は、非常に逼迫した状況にあった。その様子は「閏十一月二十一日付千坂兵部・本庄出羽書状」に、「去年迄は従弾正殿の合力有之に付、とやかくと暮し候、今年よりは合力無之筈に付、内々ひしと手つまり禿候と被申候」とあり、その他の「六月二十日付須田右近書状」などの計3点の書状で、上杉家・吉良家・吉良家の親類などが困窮し、破綻しかけている吉良家の家計に対する金策を苦悩しながら相談している様子がいくつも書かれていることから明らかとなっている。また、こうした経済的状況にあった吉良家は、出費を削減するために、大老の酒井忠清に一年に二度も京都への御使を命じられることのないよう申し入れを試みようとしていた。更に、義央は家計逼迫を理由に、今後、諸家への音信・贈答などを全て省略することを畠山義里を使者に立て老中の大久保忠朝に申し入れている。そして、ここでいう「諸家」は高家の交際範囲は大名・旗本等の武家に留まらず、京都上使を勤めるのに当たり、天皇家や親王家及び公家衆などの堂上方、西本願寺なども含まれていたとされる。

### 義央の木像
元禄2年（1689年）に吉良義央は家臣に命じて、華厳寺の西側に霊屋を建て、三基の厨子を並べ、中央に吉良義安の木像を安置し、左に義定の木像、右に義央の自像を安置したという。義央が父祖幾代の像を差し置いて、自己の像を安置したのは僭越の行為であったとされ、義央自身、「生前自身に像を安置するのは憚あれど、五十に達するに遠慮は及ばず」として、敢えて像を安置したという。

### 吉良と大石の縁戚関係
吉良義央と大石良雄の2人は、近衛家諸大夫進藤家と斎藤家を通じる形で遠縁がある。義央から見れば、妻の母親の実家を継いだ者が大石家の血の流れる者だったということになる。しかし、事件前から面識があったかどうかは不明である。
|          |          |          |          |          |          |      |      |      |      |      |      |    |    |    |    |    |    |      |      |      |      |      |      | 進藤長治 |          |          |          |          |          |  |  |  |  |          |          |          |          |          |          |  |  |        |        |        |        |        |        |      |      |      |      |      |      |          |          |          |          |          |          |          |          |          |          |          |          |
|          |          |          |          |          |          |      |      |      |      |      |      |    |    |    |    |    |    |      |      |      |      |      |      |          |          |          |          |          |          |  |  |  |  |          |          |          |          |          |          |  |  |        |        |        |        |        |        |      |      |      |      |      |      |          |          |          |          |          |          |          |          |          |          |          |          |
|          |          |          |          |          |          |      |      |      |      |      |      |    |    |    |    |    |    |      |      |      |      |      |      |          |          |          |          |          |          |  |  |  |  |          |          |          |          |          |          |  |  |        |        |        |        |        |        |      |      |      |      |      |      |          |          |          |          |          |          |          |          |          |          |          |          |
| 大石良信 | 大石良信 | 大石良信 | 大石良信 | 大石良信 | 大石良信 |      |      |      |      |      |      | 女 | 女 | 女 | 女 | 女 | 女 |      |      |      |      |      |      | 長滋     | 長滋     | 長滋     | 長滋     | 長滋     | 長滋     |  |  |  |  |          |          |          |          |          |          |  |  |        |        |        |        |        |        |      |      |      |      |      |      |          |          |          |          |          |          |          |          |          |          |          |          |
| 大石良信 | 大石良信 | 大石良信 | 大石良信 | 大石良信 | 大石良信 |      |      |      |      |      |      | 女 | 女 | 女 | 女 | 女 | 女 |      |      |      |      |      |      | 長滋     | 長滋     | 長滋     | 長滋     | 長滋     | 長滋     |  |  |  |  |          |          |          |          |          |          |  |  |        |        |        |        |        |        |      |      |      |      |      |      |          |          |          |          |          |          |          |          |          |          |          |          |
|          |          |          |          |          |          |      |      |      |      |      |      |    |    |    |    |    |    |      |      |      |      |      |      |          |          |          |          |          |          |  |  |  |  |          |          |          |          |          |          |  |  |        |        |        |        |        |        |      |      |      |      |      |      |          |          |          |          |          |          |          |          |          |          |          |          |
|          |          |          |          |          |          | 良勝 | 良勝 | 良勝 | 良勝 | 良勝 | 良勝 |    |    |    |    |    |    |      |      |      |      |      |      |          |          |          |          |          |          |  |  |  |  | 斎藤本盛 | 斎藤本盛 | 斎藤本盛 | 斎藤本盛 | 斎藤本盛 | 斎藤本盛 |  |  |        |        |        |        |        |        |      |      |      |      |      |      |          |          |          |          |          |          |          |          |          |          |          |          |
|          |          |          |          |          |          | 良勝 | 良勝 | 良勝 | 良勝 | 良勝 | 良勝 |    |    |    |    |    |    |      |      |      |      |      |      |          |          |          |          |          |          |  |  |  |  | 斎藤本盛 | 斎藤本盛 | 斎藤本盛 | 斎藤本盛 | 斎藤本盛 | 斎藤本盛 |  |  |        |        |        |        |        |        |      |      |      |      |      |      |          |          |          |          |          |          |          |          |          |          |          |          |
|          |          |          |          |          |          |      |      |      |      |      |      |    |    |    |    |    |    |      |      |      |      |      |      |          |          |          |          |          |          |  |  |  |  |          |          |          |          |          |          |  |  |        |        |        |        |        |        |      |      |      |      |      |      |          |          |          |          |          |          |          |          |          |          |          |          |
|          |          |          |          |          |          | 良欽 | 良欽 | 良欽 | 良欽 | 良欽 | 良欽 | 女 | 女 | 女 | 女 | 女 | 女 |      |      |      |      |      |      | 長定     | 長定     | 長定     | 長定     | 長定     | 長定     |  |  |  |  | 俊盛     | 俊盛     | 俊盛     | 俊盛     | 俊盛     | 俊盛     |  |  | 生善院 | 生善院 | 生善院 | 生善院 | 生善院 | 生善院 |      |      |      |      |      |      | 上杉定勝 | 上杉定勝 | 上杉定勝 | 上杉定勝 | 上杉定勝 | 上杉定勝 |          |          |          |          |          |          |
|          |          |          |          |          |          | 良欽 | 良欽 | 良欽 | 良欽 | 良欽 | 良欽 | 女 | 女 | 女 | 女 | 女 | 女 |      |      |      |      |      |      | 長定     | 長定     | 長定     | 長定     | 長定     | 長定     |  |  |  |  | 俊盛     | 俊盛     | 俊盛     | 俊盛     | 俊盛     | 俊盛     |  |  | 生善院 | 生善院 | 生善院 | 生善院 | 生善院 | 生善院 |      |      |      |      |      |      | 上杉定勝 | 上杉定勝 | 上杉定勝 | 上杉定勝 | 上杉定勝 | 上杉定勝 |          |          |          |          |          |          |
|          |          |          |          |          |          |      |      |      |      |      |      |    |    |    |    |    |    |      |      |      |      |      |      |          |          |          |          |          |          |  |  |  |  |          |          |          |          |          |          |  |  |        |        |        |        |        |        |      |      |      |      |      |      |          |          |          |          |          |          |          |          |          |          |          |          |
|          |          |          |          |          |          |      |      |      |      |      |      |    |    |    |    |    |    |      |      |      |      |      |      |          |          |          |          |          |          |  |  |  |  |          |          |          |          |          |          |  |  |        |        |        |        |        |        |      |      |      |      |      |      |          |          |          |          |          |          |          |          |          |          |          |          |
|          |          |          |          |          |          | 良昭 | 良昭 | 良昭 | 良昭 | 良昭 | 良昭 |    |    |    |    |    |    | 長房 | 長房 | 長房 | 長房 | 長房 | 長房 | 斎藤宣盛 | 斎藤宣盛 | 斎藤宣盛 | 斎藤宣盛 | 斎藤宣盛 | 斎藤宣盛 |  |  |  |  | 宣盛     | 宣盛     | 宣盛     | 宣盛     | 宣盛     | 宣盛     |  |  |        |        |        |        |        |        | 富子 | 富子 | 富子 | 富子 | 富子 | 富子 |          |          |          |          |          |          | 吉良義央 | 吉良義央 | 吉良義央 | 吉良義央 | 吉良義央 | 吉良義央 |
|          |          |          |          |          |          | 良昭 | 良昭 | 良昭 | 良昭 | 良昭 | 良昭 |    |    |    |    |    |    | 長房 | 長房 | 長房 | 長房 | 長房 | 長房 | 斎藤宣盛 | 斎藤宣盛 | 斎藤宣盛 | 斎藤宣盛 | 斎藤宣盛 | 斎藤宣盛 |  |  |  |  | 宣盛     | 宣盛     | 宣盛     | 宣盛     | 宣盛     | 宣盛     |  |  |        |        |        |        |        |        | 富子 | 富子 | 富子 | 富子 | 富子 | 富子 |          |          |          |          |          |          | 吉良義央 | 吉良義央 | 吉良義央 | 吉良義央 | 吉良義央 | 吉良義央 |
|          |          |          |          |          |          |      |      |      |      |      |      |    |    |    |    |    |    |      |      |      |      |      |      |          |          |          |          |          |          |  |  |  |  |          |          |          |          |          |          |  |  |        |        |        |        |        |        |      |      |      |      |      |      |          |          |          |          |          |          |          |          |          |          |          |          |
|          |          |          |          |          |          | 良雄 |      |      |      |      |      |    |    |    |    |    |    |      |      |      |      |      |      |          |          |          |          |          |          |  |  |  |  |          |          |          |          |          |          |  |  |        |        |        |        |        |        |      |      |      |      |      |      |          |          |          |          |          |          |          |          |          |          |          |          |

## 偏諱を与えた人物
- 小林央通（通称：小林平八郎、家臣）

## 伝記
- 菊池寛『吉良上野介の立場』（青空文庫）
- 麻倉一矢『吉良上野介 討たれた男の真実』（PHP文庫、1998年） ISBN 4569572111。
- 鈴木悦道『新版 吉良上野介』（中日新聞社、1998年） ISBN 4806203025
- 中津攸子『吉良上野介の覚悟』（文芸社、2001年） ISBN 4835513541
- 岳真也『吉良上野介を弁護する』（文春新書、2002年） ISBN 4166602853

## 吉良義央を題材とした作品
吉良義央を演じた俳優に関しては赤穂事件を題材とした作品を参照。
- 岳真也『吉良の言い分 真説・元禄忠臣蔵』、ケイエスエス、1998年。上 ISBN 4877092676、下 ISBN 4877092684。
  - 小学館文庫に改版、2000年。上 ISBN 4094048413、下 ISBN 4094048421。
- 岳真也『梅嶺院富子の場合 吉良の言い分・外伝』ケイエスエス、1999年。ISBN 4877093621。
- 清水義範『上野介の忠臣蔵』文藝春秋、1999年。ISBN 4163183302
- 池宮彰一郎『その日の吉良上野介』角川文庫、2004年。 ISBN 4043687052。
- 鈴木由紀子『義にあらず 吉良上野介の妻』PHP研究所、1999年。ISBN 9784569606019。
  - 幻冬舎時代小説文庫に改版、2010年。ISBN 9784344415621。
- ホルヘ・ボルヘス 著／篠田一士 訳『砂の本』集英社文庫、1995年。ISBN 4087602400。
- J.L.ボルヘス 著／中村健二 訳　短編集『汚辱の世界史』「礼儀知らずな式部官 吉良上野介」岩波文庫、2012年。ISBN 9784003279267。
- 森村誠一『忠臣蔵』朝日新聞社、1986年1月[注釈 8]　-　タイトルを『忠臣蔵』にしてフィクションの扱いであるが、「事件が起きた理由・背景」の作者独自の分析が含まれる。
- 同『吉良忠臣蔵』上・下 角川書店 1988年。上 ISBN 978-4-041753125、下 ISBN 978-4-041029282。
- 土橋章宏『身代わり忠臣蔵』幻冬舎、2018年。ISBN 9784344032545。 - 義央が松之大廊下での刃傷沙汰で死亡し、彼にそっくりな弟が影武者に仕立て上げられる。
- 上田秀人『高家表裏譚（ひょうりたん）』シリーズ 角川書店、2020年～継続執筆中 - 家督前の若き日の三郎（義央）を主人公としたもの。